# 30e méridien ouest
En géographie, le 30e méridien ouest est le méridien joignant les points de la surface de la Terre dont la longitude est égale à 30° ouest.

## Géographie

### Dimensions
Comme tous les autres méridiens, la longueur du 30e méridien correspond à une demi-circonférence terrestre, soit 20 003,932 km. Au niveau de l'équateur, il est distant du méridien de Greenwich de 3 340 km,.
Avec le 150e méridien est, il forme un grand cercle passant par les pôles géographiques terrestres.

### Régions traversées
En commençant par le pôle Nord et descendant vers le sud au pôle Sud, Le 30e méridien ouest passe par:
| Coordonnées          | Pays, territoire ou mer      | Notes |
| -------------------- | ---------------------------- | --- |
| 90° 00′ N, 30° 00′ O | Océan Arctique               | |
| 83° 35′ N, 30° 00′ O | Groenland                    | Au nord de la Terre de Peary                                                                                                   |
| 83° 10′ N, 30° 00′ O | Fjord Frederick E. Hyde (en) | |
| 83° 08′ N, 30° 00′ O | Groenland                    | Au sud de la Terre de Peary |
| 82° 10′ N, 30° 00′ O | Fjord Indépendance           | |
| 81° 55′ N, 30° 00′ O | Groenland                    | Île principale et l'Île Sokongen (en)                                                                                          |
| 68° 10′ N, 30° 00′ O | Océan Atlantique             | |
| 60° 00′ S, 30° 00′ O | Océan Austral                | |
| 76° 35′ S, 30° 00′ O | Antarctique                  | Liste des territoires à la fois par l' Argentine (Antarctique argentin) et le Royaume-Uni (Territoire antarctique britannique) |